# Червонний сільський округ
Черво́нний сільський округ (каз. Червонный ауылдық округі, рос. Червонный сельский округ) — адміністративна одиниця у складі району імені Габіта Мусрепова Північноказахстанської області Казахстану. Адміністративний центр — село Червонне.
Населення — 1720 осіб (2021; 1964 у 2009, 2304 у 1999, 2678 у 1989).
Станом на 1989 рік існували Піскинська сільська рада (села Єфимовка, Піски, Приішимське) та Червонна сільська рада (села Узинколь, Червонне). Пізніше села Єфимовка та Прийшимське увійшли до складу Ніжинського сільського округу. Село Узинколь було ліквідовано 2024 року.

## Склад
До складу округу входять такі населені пункти:
| Населений пункт | Старі назви | Населення, осіб (1989) | Населення, осіб (1999) | Населення, осіб (2009) | Населення, осіб (2021) |
| --------------- | ----------- | ---------------------- | ---------------------- | ---------------------- | ---------------------- |
| Піски, село     | -           | 825                    | 711                    | 698                    | 605                    |
| Узинколь, село  | -           | 359                    | 291                    | 155                    | 40                     |
| Червонне, село  | -           | 1494                   | 1302                   | 1111                   | 1075                   |